# 所沢市立北小学校
所沢市立北小学校（ところざわしりつ きたしょうがっこう）は、埼玉県所沢市緑町1丁目にある公立小学校。最寄り駅は西武鉄道新所沢駅。
日本住宅公団が1957年（昭和32年）に開発した北所沢ニュータウン計画に伴って開校した小学校であり、現在でも近傍の「新所沢公団」と縁が深い。

## 所在地
埼玉県所沢市緑町1丁目10-33

## 沿革
出典
- 1959年（昭和34年）
  - 4月 - 創設。
  - 5月13日 - 開校祝賀式挙行。
- 1961年（昭和36年）4月5日 - 校歌制定。
- 1962年（昭和37年）9月30日 - 五輪山工事施工。
- 1971年（昭和46年）3月13日 - 体育館落成。
- 1974年（昭和49年）3月25日 - 観察池造設。
- 1979年（昭和54年）11月11日 - 開校20周年記念祝賀式挙行。
- 1989年（平成元年）1月28日 - 開校30周年記念式典挙行。
- 1992年（平成4年）3月11日 - 五輪山北隣りに理科園造成。
- 1997年（平成9年）
  - 3月26日 - 校舎改築第1期工事完成。
  - 4月11日 - 自校給食開始。
- 1998年（平成10年）
  - 3月31日 - 校舎改築第2期工事完成。
  - 5月12日 - 開校40周年記念式典挙行。
- 2004年（平成16年）12月13日 - ほうかごところスタート。
- 2008年（平成20年）5月9日 - 開校50周年記念式典挙行。
- 2012年（平成24年）8月31日 - 体育館の耐震化。
- 2015年（平成27）4月1日 - 新たな3学期制スタート。
- 2018年（平成30年）
  - 1月17日 - 五輪山改修。
  - 5月12日 - 開校60周年記念行事『北小学校60歳の誕生日会』開催。
- 2020年（令和2年）3月 - 空調設備設置工事完了。
- 2021年（令和3年）11月 - 校舎東側のトイレ改修工事完了。
- 2022年（令和4年）12月 - 体育館床改修工事完了。

## 学校教育目標
- 「なぜだろう(知) これでよいのか(情) さあやるぞ(意) 」

## 施設

### 校舎
開校当初は本校舎が鉄筋三階建て、図書館・職員室は平屋の別棟だった。理科室・音楽室などは後に追加で棟が建てられている。
1990年代の改築工事で校舎が新築され、鉄筋四階建て（一部三階建て）となり、職員室や図書室も本校舎内へと収納された。

### 体育館
三階建てだが、演壇・放送室を除いて吹き抜け構造。壁沿いにキャットウォークがある。1974年に落成した。

### プール
25メートルプール。更衣室とシャワー設備付き。

### 池
正面校門の真横にあって、松林に囲まれている。鯉と金魚が生息。
2020年現在は、理科委員会が管理している。

### 五輪山
すべり台や土管を埋めた隧道など、児童遊具を兼ねた小高い築山。1964年の東京オリンピックに先駆けて建設されたためか、頂上にあるリングトンネルに五輪のオリンピックマークがあしらわれており、これによって五輪山と称されている。

### 校門
東側に正門。北側に裏門があり、以前は給食センターからの輸送車の出入りに使用されていた。かつて中央公園側へ通じる新所沢公民館と新所沢保育園（移転して現存せず）の間に道があって、校庭側の出入り口として南門が存在したが、新所沢まちづくりセンターの開設によって道がなくなったのに伴い閉鎖されて、校庭側の門は西側に移されている。
閉鎖された南門付近には、中央の植え込みに昭和40年代に卒業生が設置した卒業制作のムーミン村のキャラクター石膏像があり、今でも見れる。

## 校歌
- 北小学校校歌　作詞・佐藤春夫　作曲・大中寅二
- 北所沢ニュータウン計画に伴って開校されただけあって、「昔ながらの武蔵野に、並ぶ我らのニュータウン。団地の子らは元気よく」と歌詞にもそれが現れている。
- 歌詞は「昔ながらの武蔵野に並ぶ我らのニュータウン。団地のコラは元気よく仲良く遊びよく学ぶ。タウンとともに育ちましょう所沢北小学校。みんな楽しく住むところこれが我らのニュータウン団地のコラのよう学校緑の松に囲まれて富士の姿も素晴らしい所沢北小学校」です。

## クラブ・委員会活動
- クラブ
- 委員会

## 著名な卒業生
- 山﨑福也 - プロ野球選手（オリックス・バファローズ）

## 周辺近隣施設
- 所沢市新所沢まちづくりセンター - 敷地が隣接。
  - 新所沢公民館
- 所沢市立図書館新所沢分館 - 敷地が隣接。
- 新所沢郵便局
- 上砂公園 - 所沢市道をはさんで、敷地が隣接。
- 緑町中央公園
- 新所沢コミュニティセンター
- なお、新所沢駅が近い関係で、プラザシティ新所沢けやき通りなどのマンション・アパートも点在する。

## アクセス
- 西武鉄道新宿線新所沢駅（西口）より、
  - 徒歩約640m・約10分。
  - 下述の「ところバス」に乗車し、「緑町中央公園」停留所下車後、徒歩。
- 所沢市内循環バス「ところバス」西路線（新所沢・狭山ヶ丘コース）で、「緑町中央公園」停留所下車後、
  - 新所沢駅西口方面行のりばから、徒歩約160m・約3分。
  - 狭山ヶ丘駅方面行のりばから、徒歩約240m・約4分（停留所から正門まで直線距離では140m弱ほどだが、付近に横断歩道が無く、新所沢公民館付近にある歩道橋を経由する必要があるため、若干の遠回りとなる）。